# Saúl Blanco
Saúl Blanco González (nacido el 16 de mayo de 1985, en Oviedo, España) es un exjugador de baloncesto profesional español. 

## Biografía
Saúl jugaba en la posición de  Escolta, su primer equipo profesional fue el Calefacciones Farho Gijón en la temporada 2003, en LEB.
Estudió en el IES Sanxillao, con Fran Vázquez.
Tras dos magníficas temporadas en LEB, el Alta Gestión Fuenlabrada pone sus ojos en él, y lo ficha para la Liga ACB, en la temporada 2005-2006 para suplir la baja de Rubén Quintana que se había marchado al Lagun Aro Bilbao esa misma temporada.
La primera muestra de la calidad de Saúl Blanco en la máxima liga española de baloncesto, la realizó en el Showtime ACB, representando a su equipo en las olimpiadas de matemáticas el  Concurso de Mates. El jugador asturiano quedó segundo en el concurso, tras el francés Michael Gelabale, pero realizando un mate pasándosela entre las piernas, algo que nunca antes se había visto en España.
Su primera temporada en la ACB, dejó evidencias de que Saúl es un excelente jugador. Tras jugar 29 partidos de liga, promedió 3,7 puntos, 1,9 rebotes y 1 asistencia por partido, en 11 minutos de juego. Su segunda temporada en la ACB, fue la confirmación de Saúl. Promedió 6,8 puntos, 2,1 rebotes y 1,5 asistencias por encuentro, en 17 minutos por encuentro de los 27 en los que participó. Saúl Blanco, además de ser un anotador seguro con porcentajes superiores al 50% en tiros de campo y 79% en tiros libres en sus dos primeras temporadas, ha demostrado ser un excelso defensor.
Su físico acompañado de su altura, le hacen un jugador especial del que pocos quedan en el baloncesto nacional. Quizá el jugador al que más se le pueda comparar sea Rodrigo de la Fuente. Una gran defensa, buen tiro de media distancia, y además, en la temporada 2006-2007, se le ha visto una mejoría en el tiro de perímetro, gracias a las enseñanzas de Luis Casimiro y el aprendizaje de tener al lado a Françesc Solana.
En la temporada 2008-2009 de la mano de Luis Guill en el Alta Gestión Fuenlabrada, forma una letal pareja de ataque junto a Brad Oleson, registrando dos nominaciones como Jugador de la Jornada ACB (jornadas 1 y 11) y que le llevan a ser llamado por Sergio Scariolo como invitado para la concentración de la Selección Española de Baloncesto de cara al Eurobasket Polonia 2009.
El 4 de agosto de 2009. El Club Baloncesto Málaga llega a un acuerdo con el jugador para su incorporación al equipo para las próximas temporadas.
En junio de 2010 fue incluido en la lista de 24 jugadores facilitada por la Federación Española de Baloncesto a la FIBA para integrar la Selección de baloncesto de España en el Campeonato Mundial de Baloncesto de 2010, aunque finalmente, el seleccionador español, Sergio Scariolo, no lo incluyó en la lista de 15 jugadores que se concentrarían en Las Palmas de Gran Canaria previamente al campeonato.
En 2012 ficha por el CB 1939 Canarias, actual Iberostar Tenerife, donde continúa en la Temporada 2014-15, siendo nominado como Jugador de la Jornada 11 de la ACB en la Temporada 2013-2014. A pesar de verse lastrado por algunas lesiones continúa su progresión convirtiéndose en uno de los máximos anotadores del equipo.
Durante la temporada 2019-20 juega en el Basket Club Gries Oberhoffen del Campeonato de Francia de Baloncesto Pro B, con el que promedió 10,83 puntos, 3,06 rebotes y 2,22 asistencias en los 18 encuentros que disputó de liga, jugando una media de 28,6 minutos por partido. 
El 26 de agosto de 2020, firma con el Oviedo Club Baloncesto de la Liga LEB Oro.
Saúl deja el baloncesto activo en el año 2021, dando paso a su nueva faceta como entrenador. En verano de 2021 ficha como entrenador del primer equipo del Club Bàsquet Martinez Valls, en Ontinyent (Valencia), equipo militante en la 1ª División de la Federación de Baloncesto de la Comunidad Valenciana (FBCV).
Siempre será recordado como una de las mejores estrellas que han jugado para el Unicaja de Málaga.